# 和尔森查干淖日
和尔森查干淖日是位于中国内蒙古自治区呼伦贝尔市新巴尔虎左旗罕达盖苏木的一个湖泊。其位置约在东经118°49′，北纬47°50′。湖面海拔727.70米，面积达1.75平方公里。该湖为咸水湖。和尔森查干淖日在蒙古语中的意思是长“角碱莲”的白泡子。